# ديريك منساه
ديريك منساه (بالإنجليزية: Derrick Ediyya Mensah)‏ (28 مايو 1995 بغانا - ) هو لاعب كرة قدم غاني في مركز الهجوم. شارك مع منتخب غانا تحت 20 سنة لكرة القدم. أما مع النوادي، فقد لعب مع النادي الإفريقي وبانيك أوسترافا ونادي هاوغسوند وTema Youth F.C. ‏.

## وصلات خارجية
- ديريك منساه على موقع قاعدة بيانات كرة القدم.إي يو (الإنجليزية)
- ديريك منساه على موقع Soccerway.com (الإنجليزية)